# كيفين بيشوب
كيفين بيشوب (بالإنجليزية: Kevin Bishop)‏ هو موسيقي وكاتب سيناريو وممثل بريطاني، ولد في 18 يونيو 1980 في المملكة المتحدة.

## وصلات خارجية
- كيفين بيشوب على موقع IMDb (الإنجليزية)
- كيفين بيشوب على موقع ألو سيني (الفرنسية)
- كيفين بيشوب على موقع ميوزك برينز (الإنجليزية)
- كيفين بيشوب على موقع أول موفي (الإنجليزية)
- كيفين بيشوب على موقع قاعدة بيانات الأفلام السويدية (السويدية)
- كيفين بيشوب على موقع إن إن دي بي (الإنجليزية)
- كيفين بيشوب على موقع قاعدة بيانات الفيلم (الإنجليزية)
- كيفين بيشوب على موقع كينوبويسك (الروسية)